# Fumble
Cet article concerne la perte du ballon au football américain. Pour l'action similaire au football canadien, voir Échappé (football canadien). Pour le cinquième album de Scream, voir Fumble (album).
 (septembre 2024).
Si vous disposez d'ouvrages ou d'articles de référence ou si vous connaissez des sites web de qualité traitant du thème abordé ici, merci de compléter l'article en donnant les références utiles à sa vérifiabilité et en les liant à la section « Notes et références ».

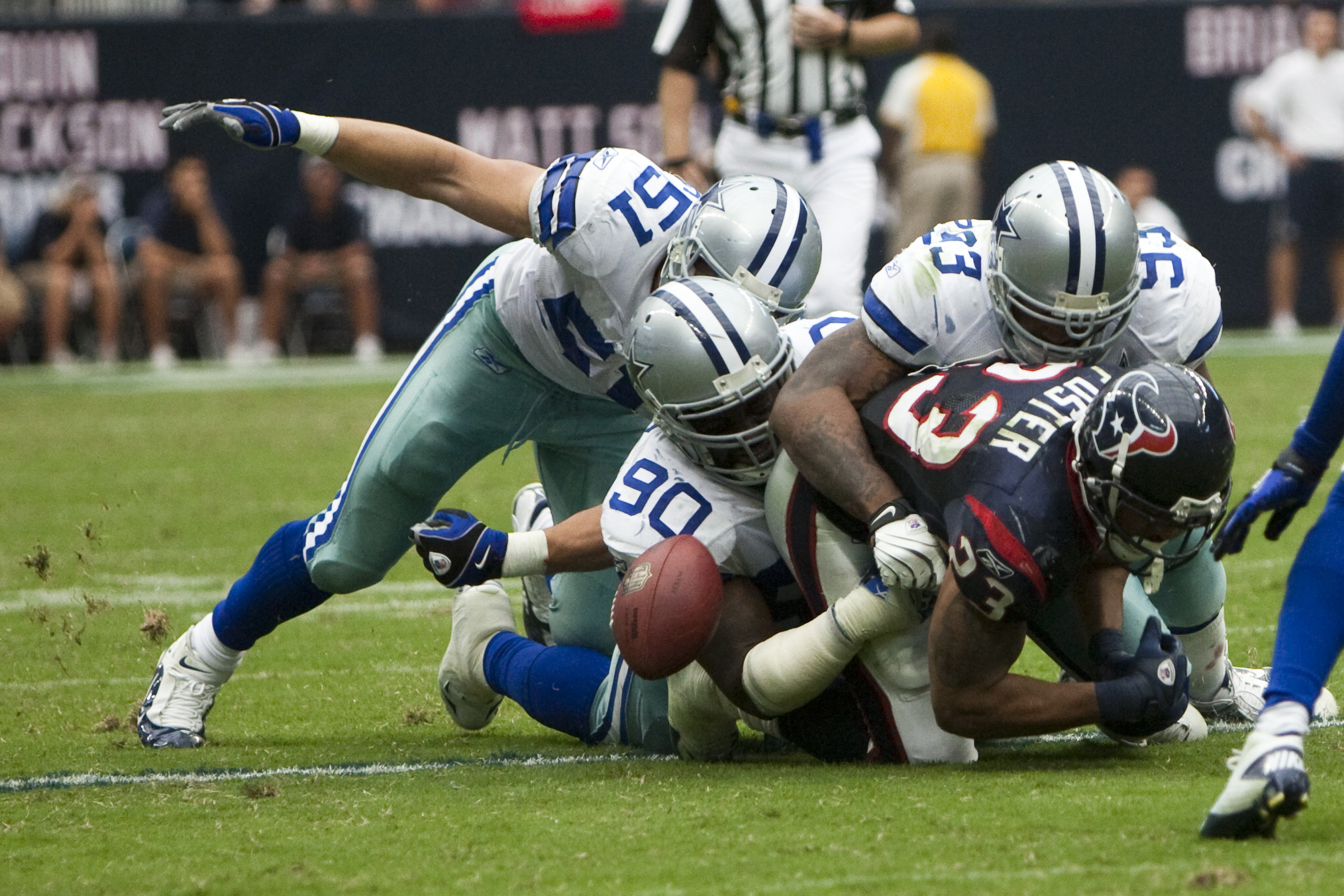
Le running back des Texans de Houston Arian Foster commettant un fumble contre les Cowboys de Dalles lors d'un match de la saison 2010.

Au football américain, un fumble se produit lorsqu'un joueur qui a la possession et le contrôle du ballon, le perd avant d'être plaqué ou avant qu'il ne marque ou avant qu'il ne sorte des limites du terrain.
Selon la règle, il s'agit de tout acte qui entraîne la perte de possession du ballon par un joueur, autre qu'une passe, qu'un coup de pied (kicking) ou botté de dégagement (punt) ou qu'une remise réussie.
Dans tous les cas, le porteur du ballon doit en perdre le contrôle avant d'avoir touché le sol avec ses genoux.
La perte du ballon peut se faire soit après une réception complète (c'est-à-dire une réception réussie par le joueur), soit lors d'une course, soit lors de la transmission du ballon entre le centre et le quarterback lors du snap.
Un fumble peut être forcé par un joueur défensif qui attrape ou frappe le ballon ou frappe le ballon avec son casque (un mouvement appelé « tackling the ball »). Le ballon relâché peut être récupéré et avancé par l'une ou l'autre équipe (sauf en football américain, après l'avertissement de deux minutes en fin mi-temps (2 minutes warning ou en prolongation ou en 4e down à tout moment du match, lorsque le joueur perdant le ballon est le seul joueur offensif autorisé à faire avancer le ballon, sinon le ballon est déclaré mort à l'endroit du fumble, sauf lorsqu'il est récupéré après une perte de yards).
Le fumble est un des trois événements pouvant provoquer un turnover, les deux autres étant une interception ou un turnover on down (en)).
Selon les règles américaines, un fumble peut être confondu avec un muff (en). Un muff se produit lorsqu'un joueur laisse tomber le ballon dont il n'a pas clairement la possession, par exemple en tentant d'attraper une passe latérale ou en effectuant de manière inappropriée un jeu de coup de pied tel qu'un botté de dégagement (un joueur ne peut pasfumble » une balle lâche dite loose ball).
Le fait de forcer la perte du ballon est appelé un Fumble Forced.

## Autre sens
Le terme fumble est aussi utilisé dans le jargon des jeux de rôles comme synonyme d'« échec critique ».